# 雅丹地貌

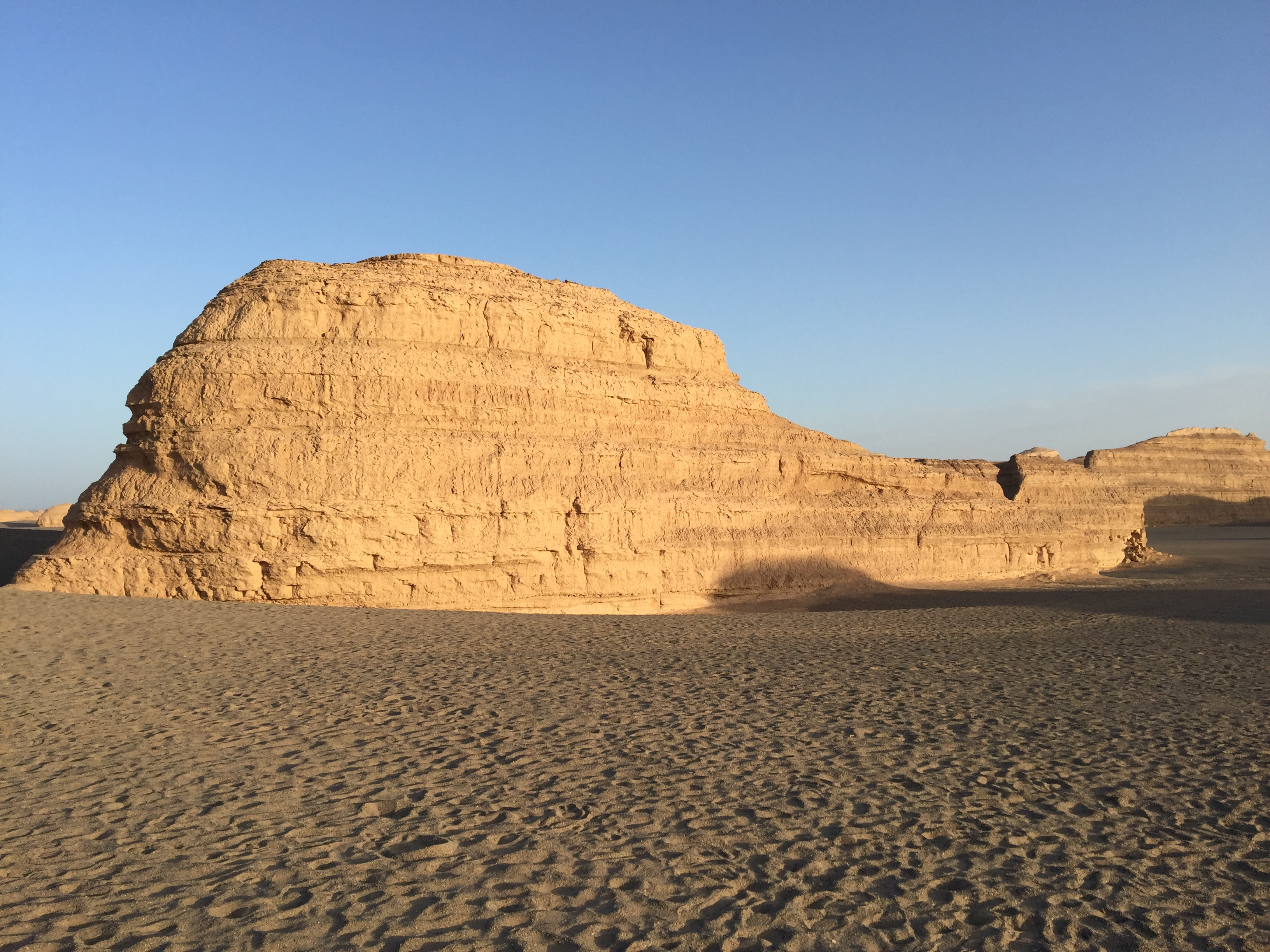
雅丹地貌

雅丹地貌（維吾爾語：يارداڭ‎，拉丁维文：Yardang，意為有陡壁的小山包），即風蝕脊，是一种典型的风蚀地貌，由一系列平行的垄脊和沟槽构成，顺盛行风方向延长；高半公尺至數公尺，长数十到数百公尺不等；沟宽1－2公尺；在新疆罗布泊东北发育很典型。由于风的磨蚀作用，小山包的下部往往遭受较强的剥蚀作用，并逐渐形成向裡凹的形态。如果小山包上部的岩层比较松散，在重力作用下就容易垮塌形成陡壁，形成雅丹地貌，有些地貌外观如同古城堡，俗称魔鬼城。

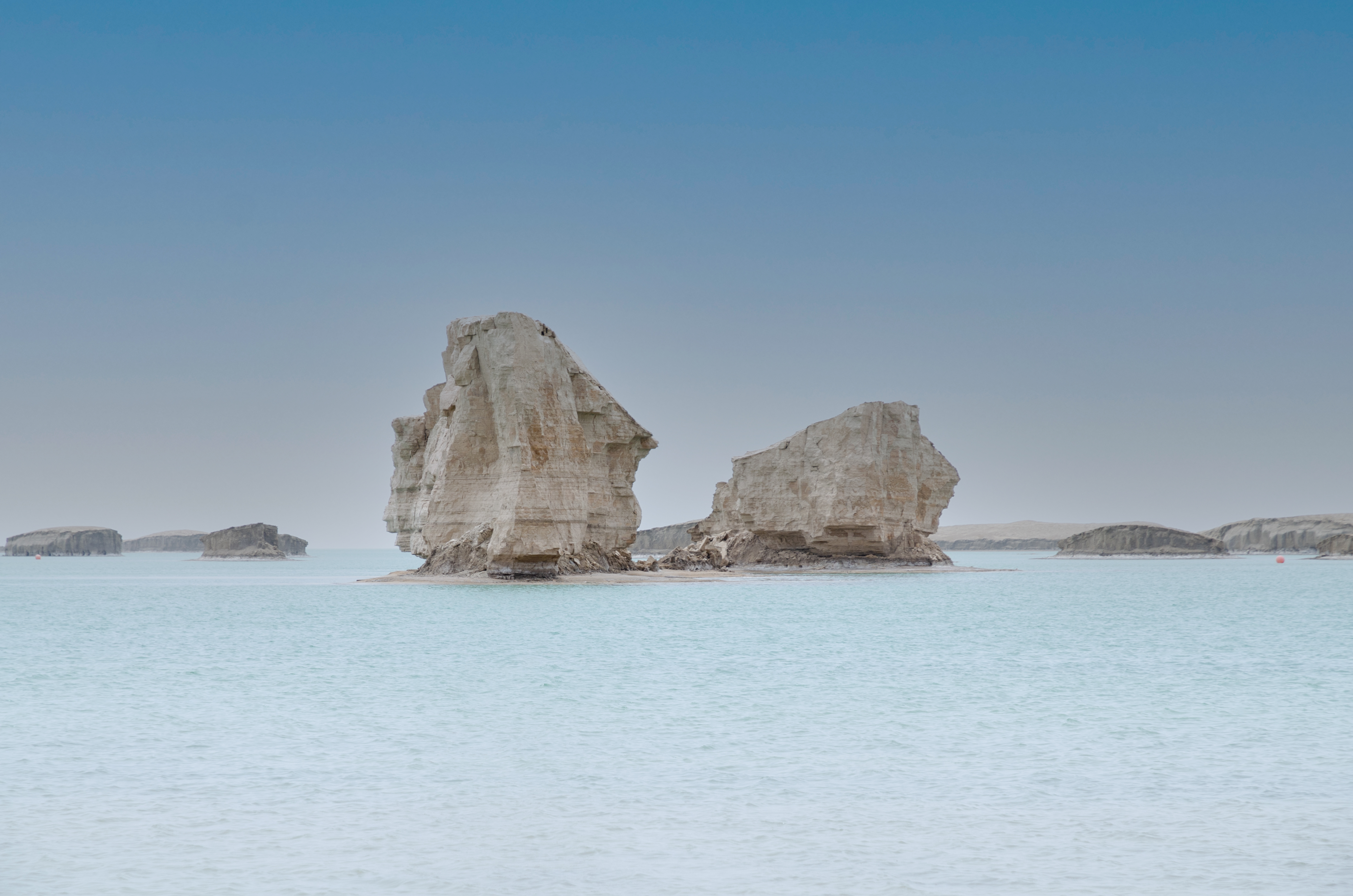
乌素特雅丹地质公园中被水侵蚀后的水上雅丹地貌

## 著名地點
- 敦煌雅丹国家地质公园
- 克拉玛依市世界魔鬼城景区